# Кароліна (провінція)
Провінція Кароліна (англ. Province of Carolina) — колонія в Британській Америці, що існувала з 1663 по 1712 роки і контролювалася Лордами-власниками — групою з восьми англійських дворян, неформально очолюваною Ентоні Ешлі-Купером (1-м графом Шефтсбері). Невдоволення управлінням колонією призвело до призначення у 1691 році віце-губернатора, який керував північною частиною колонії.
Поділ колонії на Північну і Південну частини завершився в 1712 році, але обидві колонії залишалися в руках однієї групи власників. Повстання проти власників, що сталося в 1719 році, призвело до призначення в південну частину королівського губернатора в 1720 році. Після десяти років, які були витрачені британським урядом на розшук спадкоємців Лордів-власників і викуп їх часток, в 1729 році обидві частини стали окремими королівськими колоніями.

## Коротка історія
Після реставрації монархії в Англії в 1660 році, король Карл II 24 березня 1663 року нагородив вісьмох людей за їх підтримку в поверненні йому трону. Він дарував цим вісьмом, званим Лордами-власниками або просто Власниками, землю під назвою Кароліна, названу так на честь його батька — короля Карла I.

### Хартія 1663 року
Хартія 1663 року назвала Власністю Лордів всі землі від південного кордону колонії Вірджинія, що проходила по 36 градусу північної широти, до 31-го градуса північної широти (уздовж узбережжя сучасної Джорджії). У 1665 році хартія була злегка переглянута, і північна межа була зміщена до 36 градусів 30 хвилин північної широти, щоб включити землі поселенців, що лежать уздовж затоки Албермал, які залишили колонію Вірджинія. Аналогічним чином південний кордон колонії був зміщений до 29-го градуса північної широти, пройшовши на південь від сучасного міста Дейтона-Біч в штаті Флорида, що стало результатом включення до складу колонії земель іспанського поселення Сейнт-Огастін. Хартією була дарована вся земля між цими межами від Атлантичного океану на сході до Тихого океану на заході.

### Лорди-власники
Лордами-власниками, перерахованими в Хартії, були такі вісім чоловік:
- Едвард Хайд, 1-й граф Кларендон
- Джордж Монк, 1-й герцог Альбермарль
- Вільям Крейвен, 1-й граф Крейвен
- Джон Берклі Стреттонський, 1-й барон Берклі
- Ентоні Ешлі-Купер, 1-й граф Шефтсбері
- Сер Джордж Картерет, 1-й баронет
- Сер Вільям Берклі (брат Джона)
- Сер Джон Коллетон

З цих вісьмох найбільш активний інтерес до Кароліни виявив граф Шефтсбері. За допомогою свого секретаря, філософа Джона Локка, він накидав «Fundamental Constitutions of Carolina» — план для уряду колонії, пронизаний ідеями англійського політолога Джеймса Харрінгтона. Деякі інші лорди-власники проявляли інтерес і до інших колоній: так, Джон Берклі і Джордж Картерет мали частки в провінції Нью-Джерсі, а Вільям Берклі цікавився Вірджинією.
Лорди-власники, які діяли на підставі королівської хартії, правили практично незалежно від короля. Уряд складався з губернатора, потужної Ради, де половина членів призначалася самими Лордами-власниками, і слабкою Асамблеєю, яка обиралася населенням.
Хоча першою спробою англійської колонізації Кароліни була колонія Роанок на однойменному острові, перше постійне англійське поселення тут з'явилося лише в 1653 році, коли емігранти з колонії Вірджинія, Нової Англії та з Бермудських островів оселилися в гирлах річок Чован і Роанок, на березі затоки Албемарл.
У 1665 році сер Джон Еменс заснував друге постійне поселення (на річці Кейп-Фір, поруч із сучасним Вілмінгтоном в штаті Північна Кароліна), яке назвав Кларедоном.
Інший регіон, заселений завдяки лордам-власникам в 1670 році, розташовувався на південь від інших поселень, в районі сучасного Чарлстона в штаті Південна Кароліна. Поселення Чарльз-Таун (англ. Charles-Town, тобто «Місто короля Карла») розвивалося швидше поселень Албермарла і Кейп-Фіра завдяки перевагам, які надавалися природною гаванню, і швидким розвитком торгівлі з Вест-Індією. План міста Чарльз-Таун був затверджений лордом Шефтсбері для побудови в районі річок Ешлі та Купер, названих на його честь.
Південне поселення, що стало відомим як «Чарлстон», було головним місцем знаходження уряду всієї провінції. Однак через велику відстань південна і північна частини колонії управлялися більш-менш незалежно, поки у 1691 році Філіп Ладвелл був призначений губернатором всієї провінції. З цього моменту і до 1708 року південні і північні поселення керувалися єдиним урядом. Північна Кароліна продовжувала мати власні Асамблею і Раду; губернатор перебував у Чарльстоні та призначав віце-губернатора для північної частини. У цей період прижилися назви «Північна Кароліна» і «Південна Кароліна» для північної та південної частин провінції.

### Невдоволення
З 1708 по 1710 роки через незгоду зі спробами встановлення в провінції англіканської церкви, люди не могли узгодити списки офіційних осіб, тому протягом більш ніж двох років був відсутній визнаний легальний уряд. Ці обставини, в поєднанні з війною з тускарорами і війною з ямасі, а також нездатністю Лордів-власників до рішучих дій, привели до поділу урядів Північної і Південної Кароліни.
Деякі вважають цей період часом утворення незалежних колоній, але офіційно це сталося тільки в 1729 році, коли семеро Лордів-власників продали свої частки в Кароліні Короні, і були утворені королівські колонії Північна Кароліна і Південна Кароліна. Восьма частка, сера Джорджа Картерета, була успадкована його правнуком Джоном Картерет, який зберіг у власності смугу землі, шириною в шістдесят миль, уздовж кордону Північної Кароліни з Вірджинією. Ця смуга стала відома як район Гранвілл; після 1729 року вона була об'єктом численних суперечок, поки в результаті війни за незалежність США була конфіскована революційним урядом Північної Кароліни.
Система правління як за часів Лордів-власників, так і за часів правління Корони була організована ідентично. Різниця полягала лише в тому, хто призначав керівників: лорди-власники, або Його Величність.

### Джорджія
У 1732 році король Георг II (король Великої Британії) виділив з Південної Кароліни провінцію Джорджія.

## Більш ранні хартії
30 жовтня 1629 року король Карл I видав серу Роберту Хіту патент на територію Кароліни (землю на південь від 36 градуса і на північ від 31 градуса північної широти), однак Хіт не вжив жодних спроб заснувати там колонію. Карл I був страчений в 1649 році, а Роберт Хіт втік до Франції, де і помер. Після реставрації монархії спадкоємці Хіта спробували відновити свої права на землю, але Карл II вирішив, що права Хіта не є більш дійовими.